# Marc Lavoine
Marc Lucien Lavoine (Longjumeau, Essonne, 6 de agosto de 1962) es un cantante y actor francés. Es conocido por interpretar a Alex en la trilogía Le coeur des hommes. 

## Biografía
Su hermano mayor es Francis Lavoine.
En el 2007 fue nombrado Caballero de la Legión de Honor ("Chevalier de la Légion d'honneur").
Marc estuvo casado con la exmodelo Denise Pascale, la pareja tiene un hijo Simon Lavoine.
El 26 de mayo de 1995 Marc se casó con la princesa de Polonia Sarah Poniatowski, la pareja tiene tres hijos Yasmine, Roman y Milo Lavoine nacido el 1 de julio de 2010.

## Carrera
En su temprana adolescencia escribe sus primeras canciones, pero se siente impulsado por la actuación. 
En 1978, a los 16 años comienza su carrera de actor, que luego complementaría con su carrera de cantante.
En el 2013 se unió al elenco de la serie Crossing Lines donde interpreta al detective mayor Louis Daniel, hasta ahora.

## Filmografía
- 2013-2014: Crossing Lines.[2][3]
- 2004: Toute la beauté du monde de Marc Esposito.
- 2002: Le cœur des hommes de Marc Esposito.
- 2001: Lhomme de la Riviera de Neil Jordan.
- 2001: Ma femme est une actrice d'Yvan Attal.
- 1998: Cantique de la racaille de Vincent Ravalec.
- 1994: L'Enfer de Claude Chabrol.

## Discografía
En 1985, su canción "Les yeux revolver" le eleva a lo más alto de las listas de éxitos.
- 1985: Le Parking Des Anges
- 1987: Fabriqué
- 1988: Live (en directo)
- 1989: Les Amours Du Dimanche
- 1991: Paris
- 1993: Faux Rêveur
- 1995: Best Of 1985/1995 (recopilación)
- 1996: Lavoine-Matic
- 1999: Septième Ciel
- 2000: C'est Ça Lavoine (recopilación)
- 2001: Marc Lavoine
- 2003: Olympia Deux Mille Trois (directo)
- 2005: L'Heure D'été
- 2010: Volume 10
- 2012: Je descends du singe
- 2016: Les Souliers rouges (con Arthur H y Cœur de Pirate)
- 2018: Je reviens à toi
- 2022: Adulte jamais

### Álbumes en vivo
- 1988: Live (live - hors discographie officielle)
- 2003: Olympia deux mille trois (live)

### Compilaciones
- 1995: Best of 1985/1995 (compilation)
- 2000: C'est ça Lavoine (compilation)
- 2007: Les Solos de Marc et Les Duos de Marc

## Premios y nominaciones
| Año  | Categoría                                                   | Premio      | Película            | Resultado |
| ---- | ----------------------------------------------------------- | ----------- | ------------------- | --------- |
| 2007 | Mejor Interpretación (Prix d'interprétation)                | -           | Si c'était lui...   | Ganador   |
| 2004 | Best Supporting Actor (Meilleur acteur dans un second rôle) | César Award | Le coeur des hommes | Nominado  |